# 蛇河平原
蛇河平原（英語：Snake River Plain）是主要位於美國愛達荷州境內的一座平原。它從懷俄明州西北部向西延伸約400英里（640公里）至愛達荷州和俄勒岡州邊界。蛇河平原涵蓋了愛達荷州約四分之一的土地，主要城市及其農田大部分都位於蛇河平原。